# روبرتو دوتی
روبرتو دوتی (انگلیسی: Roberto Dotti؛ زادهٔ ۲۵ ژوئیهٔ ۱۹۶۱) دوچرخه‌سوار اهل ایتالیا است.
وی در مسابقات کشوری و بین‌المللی در مجموع برندهٔ ۱ مدال طلا، ۱ مدال نقره شده‌است.